# Список особо охраняемых природных территорий Волгоградской области
В Волгоградской области на начало марта 2010 года (после образования Тингутинской лесной дачи) было 40 особо охраняемых природных территорий (ООПТ).
При этом ни одного объекта федерального значения на территории области нет (кроме Волгоградской области ООПТ федерального уровня нет только в двух субъектах федерации: Санкт-Петербурге и Тульской области). Сеть ООПТ регионального значения включает 7 природных парков, 8 государственных природных заказников, 15 памятников природы, 1 лечебно-оздоровительную местность и курорт, 8 территорий, представляющих особую ценность для сохранения объектов животного и растительного мира, внесённых в Красную книгу Волгоградской области (ключевых мест обитания видов, внесённых в Красную книгу Волгоградской области) и 1 охраняемый ландшафт.
|                                                  | Федеральные | Региональные | Местные | Всего |
| ------------------------------------------------ | ----------- | ------------ | ------- | ----- |
| Государственные природоохранные заповедники      | 0           | —            | —       | 0     |
| в т.ч. биосферные                                | 0           |              | —       | 0     |
| Национальные парки                               | 0           | —            | —       | 0     |
| Природные парки                                  | —           | 7            | —       | 7     |
| Государственные природные заказники              | 0           | 8            | —       | 8     |
| Памятники природы                                | 0           | 15           | —       | 15    |
| Дендрологические парки и ботанические сады       | 0           | 0            | —       |       |
| Лечебно-оздоровительные местности и курорты      | 0           | 1            |         |       |
| Ключевые места обитания видов, внесённых в КК ВО | —           | 8            | —       | 8     |
| Охраняемые ландшафты                             | —           | 1            |         |       |
| Памятники ландшафтного искусства                 | —           | 0            |         |       |
| Охраняемые объекты природного комплекса городов  | —           | 0            |         |       |
| Охраняемые речные системы                        | —           | 0            |         |       |
| Охраняемые природные достопримечательности       | —           | 0            |         |       |
| Итого                                            | 0           | 40           |         |       |

 Примечание. Прочерк означает, что данная категория ООПТ не может относиться к соответствующему виду (иметь определённое значение). Пустая ячейка означает отсутствие данных.

## Природные парки
На территории Волгоградской области расположено 7 природных парков. Все они имеют региональное значение.
| № | Название | Расположение                                  | Площадь, км² | Дата образования | Вид                               |
| - | --- | --------------------------------------------- | ------------ | ---------------- | --------------------------------- |
| 1 | Волго-Ахтубинская пойма | Ленинский, Светлоярский, Среденеахтубинский   | 1538         | 6 мая 2000       | Ерик Старый Каширин               |
| 1 | Включает природные комплексы и объекты, имеющие значительную экологическую, эстетическую и историко-культурную ценность. По совокупности показателей экологические системы Волго-Ахтубинской поймы относятся к первой категории международной значимости. Благодаря обилию водоемов различного типа (озера, ерики, старицы, протоки), широкому распространению пойменных лугов и дубрав, а также высокому видовому разнообразию и обилию редких видов Волго-Ахтубинская пойма является «оазисом жизни» в зоне полупустыни. Здесь встречаются около 800 видов высших сосудистых растений и 300 видов позвоночных животных. Более 50 видов растений и животных, занесенных в Красные книги разных рангов. Через территорию природного парка проходит один из основных миграционных маршрутов многих редких и исчезающих видов птиц (савка, большой кроншнеп, белоглазый нырок, каравайка, колпица). Международный статус: Ключевая орнитологическая территория международного значения ВГ-012 «Ахтубинское Поозерье» | Ленинский , Светлоярский , Среденеахтубинский | 1538         | 6 мая 2000       | Ерик Старый Каширин               |
| 2 | Донской | Иловлинский                                   | 619          | 25 сентября 2001 | Меловые горы Задонья              |
| 2 | Включает природные комплексы и объекты, имеющие значительную экологическую, эстетическую и историко-культурную ценность. Уникальный природный комплекс, расположенный в Малой излучине Дона, являющийся местом максимального сближения двух крупнейших рек Европы — Волги и Дона. Удивительное сочетание огромных меловых гор, прорезанных глубокими оврагами-каньонами с обширными массивами типчаково-ковыльных степей, заливных лугов, пойменных и нагорных лесов, и обнаженных карбонатных пород по правому берегу реки Дон. Здесь сохранилось богатое наследие материальной и духовной культуры народов, издавна населявших эти земли. Низкая заселённость и хозяйственная освоенность территории придают ей особую природоохранную и историко-культурную значимость. | Иловлинский                                   | 619          | 25 сентября 2001 | Меловые горы Задонья              |
| 3 | Нижнехопёрский | Алексеевский Кумылженский, Нехаевский         | 2312         | 7 мая 2002       | Нижнехопёрский природный парк     |
| 3 | Включает природные комплексы и объекты, имеющие значительную экологическую, эстетическую и историко-культурную ценность. Среди них большие массивы целинной степи на черноземах, байрачные и нагорные дубравы, пойменные леса Хопра, пески с их специфичными растительными сообществами и берёзовыми колками, многочисленные родники с чистой питьевой водой, гранитные валуны — остатки Донского языка Днепровского оледенения. Среди большого разнообразия местной флоры и фауны отмечено множество редких видов, занесённых в Красную книгу Волгоградской области. На этой территории гармонично с окружающей природой сочетается неразрушенная традиционная система казачьего расселения и быта. | Алексеевский Кумылженский , Нехаевский        | 2312         | 7 мая 2002       | Нижнехопёрский природный парк     |
| 4 | Усть-Медведицкий | Серафимовичский                               | 512          | 24.06.2004       | Природный парк «Усть-Медведицкий» |
| 4 | Включает природные комплексы и объекты, имеющие значительную экологическую, эстетическую и историко-культурную ценность. Уникальная территория, гармонично сочетающая разнообразие и контрастность природных условий с богатым наследием материальной и духовной культуры народов, издавна населявших эти места. Главная достопримечательность природного парка — пойменные и байрачные леса, располагающиеся вдоль рек Дон, Медведица, Протока, множество родников, прекрасных лугов, сохранившиеся участки ковыльной степи, а также многочисленные озера и старицы | Серафимовичский                               | 512          | 24.06 . 2004     | Природный парк «Усть-Медведицкий» |
| 5 | Цимлянские пески | Чернышковский                                 | 690          | 04.06.2003       | Природный парк «Цимлянские пески» |
| 5 | Включает природные комплексы и объекты, имеющие значительную экологическую, эстетическую и историко-культурную ценность. Территория природного парка включает огромный песчаный массив, примыкающий к Цимлянскому водохранилищу. Здесь на небольшой территории представлены практически все типы сообществ, характерные для лёгких почв южной части России. Песчаные бугры и гряды чередуются с межбугровыми понижениями с колками лиственных лесов различного породного состава. В последние 40-50 лет были созданы культуры сосны обыкновенной, придающие особую живописность ландшафту. Наличие редких и исчезающих видов растений и животных, а также слабая заселённость значительно повышают экологическую ценность территории. Особый колорит парку придают табуны одичавших лошадей-мустангов, вольно кочующих по его территории. | Чернышковский                                 | 690          | 04.06 . 2003     | Природный парк «Цимлянские пески» |
| 6 | Щербаковский | Камышинский                                   | 346          | 04.06.2003       | Сухая Балка                       |
| 6 | Включает природные комплексы и объекты, которые имеют значительную экологическую, эстетическую и историко-культурную ценность. По своим природным особенностям, контрастности и живописности ландшафтов, составу флоры и фауны — это один из самых необычных природных парков. Уникальность территории состоит в том, что, наряду с горными породами, важную роль в формировании ландшафтов играли подземные воды, предопределившие развитие важнейших элементов рельефа, которые здесь удивительно гармонично сочетаются: оползневые амфитеатры и бугры, карстовые поля и обильные родники, байрачные и нагорные леса, перемежающиеся с почти первозданными массивами целинных типчаково-ковыльных степей, водно-болотные угодья и галечные пляжи Волгоградского водохранилища. Наиболее ярким объектом парка является Щербаковская балка, за схожесть склонов балки с предгорьями Швейцарских Альп прозванная «Волжской Швейцарией». Историческая ценность территории заключается в том, что она является традиционным местом поселения поволжских немцев с их самобытной культурой и особым укладом жизни. Международный статус: Ключевая орнитологическая территория международного значения ВГ-008 «Щербаковская излучина Волги» | Камышинский                                   | 346          | 04.06 . 2003     | Сухая Балка                       |
| 7 | Эльтонский | Палласовский                                  | 1060         | 25.09.2001       | Закат над Эльтоном                |
| 7 | Включает природные комплексы и объекты, имеющие значительную экологическую, эстетическую и историко-культурную ценность. По степени уникальности природы и экологической значимости территория Приэльтонья не имеет аналогов. Эльтон — одно из интереснейших озёр планеты, самое крупное в Европе солёное самосадочное озеро, уникальное по происхождению, химическому составу, запасам и бальнеологическим свойствам лечебной рапы и грязи. Территория природного парка отличается высоким биологическим и ландшафтным разнообразием, наличием огромных массивов малонарушенных зональных пустынных степей, обилием редких и исчезающих видов растений и животных. Территория природного парка имеет огромную историко-культурную значимость. Память о прошлом хранят многочисленные объекты культурного наследия и культурных традиций многих кочевых народов и племён. | Палласовский                                  | 1060         | 25.09 . 2001     | Закат над Эльтоном                |

## Государственные природные заказники
На территории Волгоградской области создано 8 государственных природных заказников.
| № | Название | Расположение                                                                       | Площадь, км² | Дата образования | Вид |
| - | --- | ---------------------------------------------------------------------------------- | ------------ | ---------------- | --- |
| 1 | Дрофиный | Старополтавский                                                                    | 0,05         | 01.08.2008       |     |
| 1 | Уникальный объект, ключевое место обитания нижневолжской дрофы, занесённой в Красную книгу Волгоградской области и находящейся под угрозой глобального исчезновения. | Старополтавский                                                                    | 0,05         | 01.08 . 2008     |     |
| 2 | Задонский | Иловлинский                                                                        | 29,7         | 16.11.2007       |     |
| 2 | Особо охраняемая природная территория, имеющая высокий потенциал для сохранения, воспроизводства значительного поголовья диких копытных животных, сохранения среды их обитания и условий размножения, нагула, отдыха и путей миграции. | Иловлинский                                                                        | 29,7         | 16.11 . 2007     |     |
| 3 | Куланинский | Камышинский                                                                        | 22,4         | 16.11.2007       |     |
| 3 | Особо охраняемая природная территория, имеющая благоприятные природные условия для сохранения, воспроизводства диких копытных животных, сохранения среды их обитания и условий размножения, нагула, отдыха и путей миграции. | Камышинский                                                                        | 22,4         | 16.11 . 2007     |     |
| 4 | Кумылженский | Кумылженский                                                                       | 31,7         | 16.11.2007       |     |
| 4 | Имеет благоприятные природные условия для сохранения, воспроизводства диких копытных животных, птиц, сохранения среды их обитания и условий размножения, нагула, отдыха и путей миграции. | Кумылженский                                                                       | 31,7         | 16.11 . 2007     |     |
| 5 | Лещёвский | Ленинский (6 400,0 га), Светлоярский (11 712,6 га), Среднеахтубинский (7 488,1 га) | 25,6         | 16.11.2007       |     |
| 5 | Имеет благоприятные природные условия для сохранения, воспроизводства охотничьих ресурсов, сохранения среды их обитания и условий размножения, нагула, отдыха и путей миграции. | Ленинский (6 400,0 га), Светлоярский (11 712,6 га), Среднеахтубинский (7 488,1 га) | 25,6         | 16.11 . 2007     |     |
| 6 | Ольховский | Ольховский                                                                         | 11,4         | 16.11.2007       |     |
| 6 | Имеет благоприятные природные условия для сохранения, воспроизводства охотничьих ресурсов, особенно диких копытных животных, сохранения среды их обитания и условий размножения, нагула, отдыха и путей миграции. | Ольховский                                                                         | 11,4         | 16.11 . 2007     |     |
| 7 | Раздорский | Даниловский (6 976,0 га), Михайловский (31 444,9 га), Фроловский (8 064,0 га)      | 46,5         | 16.11.2007       |     |
| 7 | Водно-болотные угодья лесного типа с реликтовыми песчаными буграми водно-ледникового происхождения, сформировавшимися в долине Медведицы при впадении в неё реки Лычак. Место концентрации диких копытных животных (косуля, кабан, лось, олень). Территория, имеющая благоприятные условия для размножения, нагула, отдыха и путей миграции охотничьих ресурсов. | Даниловский (6 976,0 га), Михайловский (31 444,9 га), Фроловский (8 064,0 га)      | 46,5         | 16.11 . 2007     |     |
| 8 | Чернополянский | Серафимовичский                                                                    | 28,3         | 29.06.2009       |     |
| 8 | Имеет благоприятные природные условия для сохранения, воспроизводства охотничьих ресурсов, сохранения среды их обитания и условий размножения, нагула, отдыха и путей миграции. | Серафимовичский                                                                    | 28,3         | 29.06 . 2009     |     |

## Лечебно-оздоровительная местность и курорт
На территории Волгоградской области создана одна особо охраняемая природная территория категории «лечебно-оздоровительная местность и курорт».
| № | Наименование ООПТ                                                                                | Изображение | Профиль     | Площадь, тыс. га | Местоположение              | Дата учреждения | Краткая характеристика | НПА                   |
| - | ------------------------------------------------------------------------------------------------ | ----------- | ----------- | ---------------- | --------------------------- | --------------- | --- | --------------------- |
| 1 | Волгоградское месторождение минеральных вод в Кировском районе Волгограда, участок Горная Поляна |             | комплексный | 2,3              | Волгоград (Кировский район) | 15.07.1992      | Основными объектами, подлежащими санитарной охране, являются минеральные воды маломинерализованные (М 2,6 г/куб. дм) хлоридные натриевые, слаботермальные без специфических компонентов и свойств, территория участка «Горная Поляна» Волгоградского месторождения минеральных вод, почвы, недра, леса, уничтожение которых может привести к нарушению естественного гидрологического режима подземных вод | [ НПА 36 ] [ НПА 37 ] |

## Памятники природы
На территории Волгоградской области под региональной защитой находятся 15 памятников природы.
| №  | Наименование ООПТ                              | Изображение | Профиль            | Площадь, тыс. га | Местоположение  | Дата учреждения | Краткая характеристика | НПА        |
| -- | ---------------------------------------------- | ----------- | ------------------ | ---------------- | --------------- | --------------- | --- | ---------- |
| 1  | Александровский грабен                         |             | геологический      | 0,016            | Дубовский       | 25.08.2009      | Образована с целью сохранения уникального природного объекта — геологического обнажения, с выходами неогеновых и палеогеновых пород, имеющего особую научную ценность. | [ НПА 38 ] |
| 2  | Полунино                                       |             | палеонтологический | 0,065            | Дубовский       | 25.08.2009      | Образована с целью сохранения уникального природного комплекса — местонахождения редких и особо ценных скоплений останков древних животных, обитавших на территории Волгоградской области в меловой период мезозойской эры.                                                       | [ НПА 38 ] |
| 3  | Ирисовый                                       |             | биологический      | 0,34             | Калачёвский     | 03.09.2008      | Образована с целью сохранения уникального природного комплекса — места произрастания и обитания ценных, малочисленных, редких и исчезающих видов растений, в том числе ириса низкого, занесённого в Красную книгу Волгоградской области.                                          | [ НПА 39 ] |
| 4  | Долгова падина                                 |             | биологический      | 0,06             | Клетский        | 25.08.2009      | Образована с целью сохранения уникального природного комплекса — естественного лесного массива дуба черешчатого и тополя белого. | [ НПА 38 ] |
| 5  | Можжевельник казацкий                          |             | биологический      | 0,21             | Клетский        | 25.08.2009      | Образована с целью сохранения уникального природного комплекса — места произрастания ценных, малочисленных, редких и исчезающих видов растений, в том числе можжевельника казацкого, занесённого в Красную книгу Волгоградской области.                                           | [ НПА 38 ] |
| 6  | Урочище Большая Клешня (в том числе Лисий луг) |             | биологический      | 0,234            | Клетский        | 25.08.2009      | Образована с целью сохранения уникального природного комплекса — сообществ пойменных лугов и леса, являющихся местом произрастания и обитания ценных, малочисленных, редких и исчезающих видов растений и животных, в том числе занесённых в Красную книгу Волгоградской области. | [ НПА 38 ] |
| 7  | Урочище Окопы                                  |             | биологический      | 0,06             | Клетский        | 25.08.2009      | Образована с целью сохранения уникального степного комплекса нераспаханных ковыльных степей, где произрастают ценные, малочисленные, редкие и исчезающие виды растений, в том числе занесённые в Красную книгу Волгоградской области.                                             | [ НПА 38 ] |
| 8  | Урочище Провалы                                |             | биологический      | 0,124            | Клетский        | 25.08.2009      | Образована с целью сохранения уникального природного комплекса — пойменного леса, места произрастания ценных, малочисленных, редких и исчезающих видов растений, в том числе занесённых в Красную книгу Волгоградской области.                                                    | [ НПА 38 ] |
| 9  | Тюльпанный луг                                 |             | биологический      | 0,34             | Николаевский    | 19.02.2010      | Место произрастания ценных, малочисленных, редких и исчезающих видов растений, в том числе тюльпана Геснера (Шренка), занесённого в Красную книгу Волгоградской области. | [ НПА 40 ] |
| 10 | Беляевский тюльпанный луг                      |             | биологический      | 0,74             | Старополтавский | 25.08.2009      | Образована с целью сохранения уникального природного комплекса — места произрастания ценных, малочисленных, редких и исчезающих видов растений, в том числе тюльпана Геснера (Шренка), занесённого в Красную книгу Волгоградской области.                                         | [ НПА 38 ] |
| 11 | Курнаевский тюльпанный луг                     |             | биологический      | 0,418            | Старополтавский | 25.08.2009      | Образована с целью сохранения уникального природного комплекса — места произрастания ценных, малочисленных, редких и исчезающих видов растений, в том числе тюльпана Геснера (Шренка), занесённого в Красную книгу Волгоградской области.                                         | [ НПА 38 ] |
| 12 | Новотихоновский тюльпанный луг                 |             | биологический      | 0,284            | Старополтавский | 25.08.2009      | Образована с целью сохранения уникального природного комплекса — места произрастания ценных, малочисленных, редких и исчезающих видов растений, в том числе тюльпана Геснера (Шренка), занесённого в Красную книгу Волгоградской области.                                         | [ НПА 38 ] |
| 13 | Тюльпановое поле                               |             | биологический      | 0,03             | Суровикинский   | 25.08.2009      | Образована с целью сохранения уникального природного комплекса — места произрастания ценных, малочисленных, редких и исчезающих видов растений, в том числе тюльпана Геснера (Шренка), занесённого в Красную книгу Волгоградской области.                                         | [ НПА 38 ] |
| 14 | Тюльпанный луг                                 |             |                    | 0,83             | Чернышковский   | 19.02.2010      | Место произрастания ценных, малочисленных, редких и исчезающих видов растений, в том числе тюльпана Геснера (Шренка), занесённого в Красную книгу Волгоградской области. | [ НПА 41 ] |
| 15 | Черничкин сад                                  |             | биологический      | 0,85             | Урюпинск        | 15.10.2008      | Образована с целью сохранения уникального природного комплекса — искусственно созданного лесного массива, обладающего ценными эстетическими, природными и рекреационными свойствами.                                                                                              | [ НПА 42 ] |

## Ключевые места обитания видов, внесённых в КК ВО
На территории Волгоградской области создано 8 территорий, представляющих особую ценность для сохранения объектов животного и растительного мира, занесённых в Красную книгу Волгоградской области (ключевых мест обитания видов, внесённых в Красную книгу Волгоградской области)
| № | Наименование ООПТ                   | Изображение | Профиль       | Площадь, тыс. га | Местоположение  | Дата учреждения | Краткая характеристика | НПА        |
| - | ----------------------------------- | ----------- | ------------- | ---------------- | --------------- | --------------- | --- | ---------- |
| 1 | Пришибо-Могутинская система лиманов |             | биологический | 4,9              | Быковский       | 14.09.2009      | Образована с целью сохранения объектов животного и растительного мира, занесенных в Красную книгу Волгоградской области, постоянно или временно обитающих или произрастающих в естественных условиях на особо ценной территории. | [ НПА 43 ] |
| 2 | Тажинский лиман                     |             | биологический | 3,621            | Быковский       | 14.09.2009      | Образована с целью сохранения объектов животного и растительного мира, занесенных в Красную книгу Волгоградской области, постоянно или временно обитающих или произрастающих в естественных условиях в пределах Тажинского лимана, являющегося местом скопления представителей лиманной флоры и фауны.                                              | [ НПА 43 ] |
| 3 | Система балок Кучугуры—Безымянная   |             | биологический | 0,557            | Дубовский       | 14.09.2009      | Образована с целью сохранения объектов животного и растительного мира, занесённых в Красную книгу Волгоградской области, постоянно или временно обитающих или произрастающих в естественных условиях в пределах территории системы балок Кучугуры — Безымянная, являющегося уникальным массивом целинной типчаково-ковыльной степи.                 | [ НПА 43 ] |
| 4 | Участок Лазоревой степи             |             | биологический | 1,618            | Клетский        | 14.09.2009      | Образована с целью сохранения объектов растительного и животного мира, занесённых в Красную книгу Волгоградской области, постоянно или временно обитающих или произрастающих в естественных условиях в пределах территории участка Лазоревой степи, являющегося уникальным массивом целинных ковыльных степей с полянами тюльпана Геснера (Шренка). | [ НПА 43 ] |
| 5 | Новоквасниковский лиман             |             | биологический | 0,065            | Старополтавский | 14.09.2009      | Образована с целью сохранения объектов растительного и животного мира, занесённых в Красную книгу Волгоградской области, постоянно или временно обитающих или произрастающих в естественных условиях в пределах Новоквасниковского лимана, являющегося местом скопления редких и исчезающих видов птиц.                                             | [ НПА 43 ] |
| 6 | Черебаевская пойма                  |             | биологический | 0,458            | Старополтавский | 14.09.2009      | Образована с целью сохранения объектов животного мира, занесённых в Красную книгу Волгоградской области, постоянно или временно обитающих или произрастающих в естественных условиях в пределах Черебаевской поймы, являющейся местом скопления редких и исчезающих видов птиц.                                                                     | [ НПА 43 ] |
| 7 | Степновская система лиманов         |             | биологический | 0,484            | Николаевский    | 29.12.2009      | Состоит из лиманов: Кумысный, Крячковский и Солодки. Образована с целью сохранения объектов животного и растительного мира, занесённых в Красную книгу Волгоградской области, постоянно или временно обитающих или произрастающих в естественных условиях на особо ценной территории.                                                               | [ НПА 44 ] |
| 8 | Тингутинская лесная дача            |             | биологический | 0,484            | Светлоярский    | 04.03.2010      | Образована с целью сохранения мест обитания редких и исчезающих видов растений, занесённых в Красную книгу Волгоградской области, которые произрастают на территории уникального природного комплекса — искусственно созданного лесного массива. | [ НПА 45 ] |

## Охраняемый ландшафт
На территории Волгоградской области создано 1 охраняемый ландшафт.
| № | Наименование ООПТ  | Изображение | Профиль     | Площадь, тыс. га | Местоположение | Дата учреждения | Краткая характеристика | НПА   |
| - | ------------------ | ----------- | ----------- | ---------------- | -------------- | --------------- | --- | ----- |
| 1 | Свиридовские озёра |             | комплексный | 0,09             | Суровикинский  | 09.11.2009      | Образована с целью сохранения уникального природного комплекса — системы озер, имеющих важное средообразующее значение, являющихся местом обитания малочисленных, редких и исчезающих видов животных, занесённых в Красную книгу Волгоградской области. | [ 3 ] |

## Нормативные правовые акты
1. ↑  Закон Волгоградской области от 17.04.1998 г. № 167-ОД «Об охране окружающей природной среды Волго-Ахтубинской поймы»
2. ↑  Постановление Главы Администрации Волгоградской области от 05.06.2000 № 404 «О создании государственного учреждения Природный парк „Волго-Ахтубинская пойма“»
3. ↑  Закон Волгоградской области от 17.04.1998 г. № 167-ОД «Об охране окружающей природной среды Волго-Ахтубинской поймы»
4. ↑  Постановление Главы Администрации Волгоградской области от 05.06.2000 № 404 «О создании государственного учреждения Природный парк „Волго-Ахтубинская пойма“»
5. ↑  Закон Волгоградской области от 13.06.2001 № 549-ОД «О создании природного парка „Донской“»
6. ↑  Постановление Главы Администрации Волгоградской области от 25.09.2001 № 822 «О создании государственного учреждения Природный парк „Донской“»
7. ↑  Постановление главы администрации Волгоградской области от 31 декабря 2009 года № 1605 «Об утверждении Положения о природном парке „Донской“»
8. ↑  Закон Волгоградской области от 13.06.2001 № 549-ОД «О создании природного парка „Донской“»
9. ↑  Постановление Главы Администрации Волгоградской области от 25.09.2001 № 822 «О создании государственного учреждения Природный парк „Донской“»
10. ↑  Постановление главы администрации Волгоградской области от 31 декабря 2009 года № 1605 «Об утверждении Положения о природном парке „Донской“»
11. ↑  Закон Волгоградской области от 07.05.2002 № 703-ОД «О создании природного парка „Нижнехоперский“»
12. ↑  Постановление Главы Администрации Волгоградской области от 25.03.2003 № 205 «О создании государственного учреждения Природный парк „Нижнехоперский“»
13. ↑  Закон Волгоградской области от 07.05.2002 № 703-ОД «О создании природного парка „Нижнехоперский“»
14. ↑  Постановление Главы Администрации Волгоградской области от 25.03.2003 № 205 «О создании государственного учреждения Природный парк „Нижнехоперский“»
15. ↑  Постановление Волгоградской областной Думы от 24.06.2004 № 8/236 «Об образовании природного парка „Усть-Медведицкий“ на территории Серафимовичского района Волгоградской области».
16. ↑  Постановление Главы Администрации Волгоградской области от 08.04.2005 № 305 «О создании государственного учреждения Природный парк „Усть-Медведицкий“"»
17. ↑  Постановление Волгоградской областной Думы от 24.06.2004 № 8/236 «Об образовании природного парка „Усть-Медведицкий“ на территории Серафимовичского района Волгоградской области».
18. ↑  Постановление Главы Администрации Волгоградской области от 08.04.2005 № 305 «О создании государственного учреждения Природный парк „Усть-Медведицкий“"»
19. ↑  Постановление Волгоградской областной Думы от 10.10.2002 № 12/451 «Об образовании природного парка „Цимлянские пески“ на территории Чернышковского района Волгоградской области»
20. ↑  Постановление  Главы Администрации Волгоградской области от 04.06.2003 № 420 «О создании государственного учреждения Природный парк „Цимлянские пески“»
21. ↑  Постановление Волгоградской областной Думы от 10.10.2002 № 12/451 «Об образовании природного парка „Цимлянские пески“ на территории Чернышковского района Волгоградской области»
22. ↑  Постановление  Главы Администрации Волгоградской области от 04.06.2003 № 420 «О создании государственного учреждения Природный парк „Цимлянские пески“»
23. ↑  Постановление   Волгоградской областной  Думы  от 10.10.2002 № 12/452 «Об образовании природного  парка „Щербаковский“ на территории Камышинского района Волгоградской области»
24. ↑  Постановление Главы Администрации Волгоградской области от 04.06.2003 № 421 «О создании государственного учреждения Природный парк „Щербаковский“»
25. ↑  Постановление   Волгоградской областной  Думы  от 10.10.2002 № 12/452 «Об образовании природного  парка „Щербаковский“ на территории Камышинского района Волгоградской области»
26. ↑  Постановление Главы Администрации Волгоградской области от 04.06.2003 № 421 «О создании государственного учреждения Природный парк „Щербаковский“»
27. ↑  Закон Волгоградской области от 28.02.2000 № 379-ОД «Об охране озера Эльтон»
28. ↑  Постановление Главы Администрации Волгоградской области от 25.09.2001 № 821 «О создании государственного учреждения Природный парк „Эльтонский“»
29. ↑  Закон Волгоградской области от 28.02.2000 № 379-ОД «Об охране озера Эльтон»
30. ↑  Постановление Главы Администрации Волгоградской области от 25.09.2001 № 821 «О создании государственного учреждения Природный парк „Эльтонский“»
31. ↑  Постановление Главы Администрации Волгоградской области от 1 августа 2008 г. № 1010 «О создании государственного зоологического заказника регионального значения „Дрофиный“»
32. ↑  Постановление Главы Администрации Волгоградской области от 1 августа 2008 г. № 1010 «О создании государственного зоологического заказника регионального значения „Дрофиный“»
33. 1 2 3 4 5 6 7 8 9 10 11 12  Постановление Главы Администрации Волгоградской области от 16.11.2007 г. № 1942 «О государственных зоологических (охотничьих) заказниках в Волгоградской области»
34. ↑  Постановление Главы Администрации Волгоградской области от 29 июня 2009 г. № 861 «О создании государственного зоологического (охотничьего) заказника регионального значения „Чернополянский“»
35. ↑  Постановление Главы Администрации Волгоградской области от 29 июня 2009 г. № 861 «О создании государственного зоологического (охотничьего) заказника регионального значения „Чернополянский“»
36. ↑  Постановление Правительства Российской Федерации от 15.07.1992 № 488 «Об установлении границ и режима округов санитарной охраны курорта Талги в Республике Дагестан, месторождения минеральных вод в Волгограде и Красноуфимского месторождения минеральных вод в Свердловской области»
37. ↑  Решение общественного совета по формированию сети особо охраняемых природных территорий регионального значения, протокол от 14 марта 2006 г.
38. 1 2 3 4 5 6 7 8 9 10 11  Постановление Главы Администрации Волгоградской области от 25 августа 2009 г. № 993 «Об объявлении территорий в границах Дубовского, Клетского, Старополтавского, Суровикинского муниципальных районов Волгоградской области памятниками природы регионального значения»
39. ↑  Постановление Главы Администрации Волгоградской области от 3 сентября 2008 г. № 1155 «О создании памятника природы регионального значения „Ирисовый“»
40. ↑  Постановление Главы Администрации Волгоградской области от 19 февраля 2010 г. № 242 «О памятнике природы регионального значения „Тюльпанный луг“ в границах Николаевского муниципального района Волгоградской области»
41. ↑  Постановление Главы Администрации Волгоградской области от 19 февраля 2010 г. № 241 «О памятнике природы регионального значения „Тюльпанный луг“ в границах Чернышковского муниципального района Волгоградской области»
42. ↑  Постановление Главы Администрации Волгоградской области от 15 октября 2008 г. № 1398 «О создании памятника природы регионального значения „Черничкин сад“».
43. 1 2 3 4 5 6  Постановление Главы Администрации Волгоградской области от 14 сентября 2009 г. № 1077 «Об образовании территорий, представляющих особую ценность для сохранения объектов животного и растительного мира, занесённых в Красную книгу Волгоградской области, в границах Быковского, Дубовского, Клетского, Старополтавского муниципальных районов Волгоградской области»
44. ↑  Постановление Главы Администрации Волгоградской области от 29 декабря 2009 г. № 1578 «Об образовании территории, представляющей особую ценность для сохранения объектов животного и растительного мира, занесённых в Красную книгу Волгоградской области, „Степновская система лиманов“»
45. ↑  Постановление Главы Администрации Волгоградской области от 4 марта 2010 г. № 301 «Об образовании территории, представляющей особую ценность для сохранения объектов животного и           
растительного мира, занесённых в Красную книгу Волгоградской области, „Тингутинская лесная дача“»